# Benjamin Huntsman

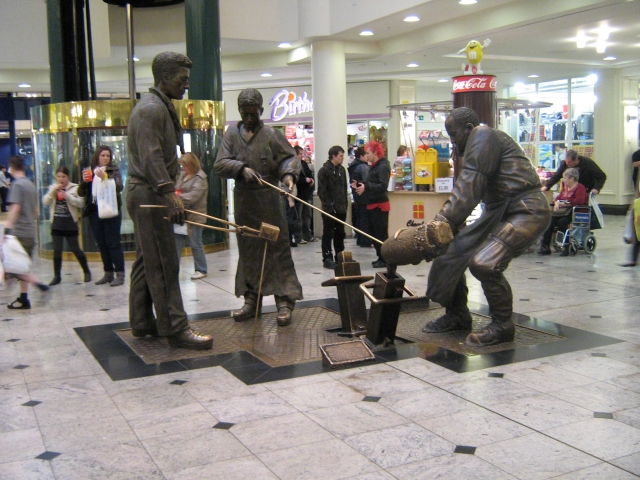
Satz von Figuren zu Ehren von Huntsman

Benjamin Huntsman (* 4. Juni 1704; † 20. Juni 1776) war ein englischer Erfinder, Metallgießer und Hersteller von Gussstahl, Stahlguss, Tiegelstahl, Stahlformguss bzw. Tiefgussstahl.

## Leben
Huntsman war der dritte Sohn einer bäuerlichen Quäker-Familie in Epworth, Lincolnshire. Seine Eltern waren Deutsche, die nur wenige Jahre vorher immigriert waren.

## Wirken
Huntsman begann sein Geschäft als Uhrmacher, Schlosser und Werkzeugmacher in Doncaster. Sein Ruf erlaubte es ihm, auch als Arzt in einer experimentellen Art und Weise zu praktizieren und er wurde auch als Augenarzt konsultiert.
Huntsman experimentierte an der Herstellung von Stahl, zuerst in Doncaster. 1740 zog er nach Handsworth bei Sheffield um. Schließlich, nach vielen Experimenten, konnte Huntsman zufriedenstellenden Gussstahl in Lehmtöpfen oder Tiegeln herstellen, die jeweils etwa 34 Pfund blasenhaltigen Stahl enthielten. Ein Flussmittel wurde hinzugefügt, sie wurden abgedeckt und etwa drei Stunden lang mit Koks geheizt. Der geschmolzene Stahl wurde dann in Formen gegossen und die Tiegel wiederverwendet. Die örtlichen Besteck-Hersteller weigerten sich, diesen Stahl zu kaufen, weil er härter war als der deutsche Stahl, den sie gewohnt waren. Lange Zeit exportierte Huntsman seine gesamte Produktion nach Frankreich.
Die wachsende Konkurrenz von französischem Besteck aus Huntsmans Gussstahl alarmierte die Sheffielder Besteckhersteller, die nach Versuchen, den Stahlexport von der britischen Regierung verbieten zu lassen, aus Selbstschutz genötigt waren, ihn zu verwenden. Huntsman hatte seinen Herstellungsprozess nicht patentieren lassen, aber sein Geheimnis wurde von einem Sheffielder Metallgießer namens Walker aufgedeckt. Walker betrat nach der Legende Huntsmans Werkstätte in Verkleidung eines hungernden Bettlers, der um einen Schlafplatz am Feuer für die Nacht bat.
1770 zog sein Unternehmen nach Attercliffe, wo er weitere sechs Jahre prosperierte. Benjamin Huntsman starb 1776, und sein Sohn William Huntsman (1733–1809) übernahm sein Geschäft.

## Nachruhm
Im Sheffielder Krankenhaus Northern General Hospital ist eines der originalen Hauptgebäude nach ihm benannt, und im Stadtzentrum wird eine Wetherspoons-Kneipe The Benjamin Huntsman genannt. Im Meadowhall-Einkaufszentrum in Sheffield ist eine Gruppe von drei sein Gussverfahren ausführender Bronzefiguren ausgestellt.